# ジネストラ・デッリ・スキアヴォーニ
ジネストラ・デッリ・スキアヴォーニ（イタリア語: Ginestra degli Schiavoni）は、イタリア共和国カンパニア州ベネヴェント県にある、人口約500人の基礎自治体（コムーネ）。

## 地理

### 位置・広がり
ベネヴェント県のコムーネ。県都ベネヴェントから北東へ27kmの距離にある。

#### 隣接コムーネ
隣接するコムーネは以下の通り。括弧内のAVはアヴェッリーノ県所属を示す。
- カザルボレ (AV)
- カステルフランコ・イン・ミスカーノ
- モンテカルヴォ・イルピーノ (AV)
- モンテファルコーネ・ディ・ヴァル・フォルトーレ
- サン・ジョルジョ・ラ・モラーラ